# Breakaway (album Kelly Clarkson)
Breakaway è il secondo album della cantante pop statunitense Kelly Clarkson, pubblicato il 30 novembre 2004 dall'etichetta discografica RCA.
Dall'album sono stati estratti come singoli le canzoni Breakaway, Since U Been Gone, Behind These Hazel Eyes, Because of You e Walk Away.

## Tracce
1. Breakaway – 3:57 (Matthew Gerrard, Bridget Benenate, Avril Lavigne)
2. Since U Been Gone – 3:09 (Lukasz Gottwald, Martin Sandberg)
3. Behind These Hazel Eyes – 3:19 (Kelly Clarkson, Lukasz Gottwald, Martin Sandberg)
4. Because of You – 3:39 (Kelly Clarkson, Ben Moody, David Hodges)
5. Gone – 3:27 (John Shanks, Kara DioGuardi)
6. Addicted – 3:57 (Kelly Clarkson, Ben Moody, David Hodges)
7. Where Is Your Heart? – 4:39 (Kelly Clarkson, Chantal Kreviazuk, Kara DioGuardi)
8. Walk Away – 3:09 (Kelly Clarkson, Chantal Kreviazuk, Raine Maida, Kara DioGuardi)
9. You Found Me – 3:39 (John Shanks, Kara DioGuardi)
10. I Hate Myself for Losing You – 3:20 (Jimmy Harry, Shep Solomon, Kara DioGuardi)
11. Hear Me – 3:57 (Kelly Clarkson, Clif Magness, Kara DioGuardi)
12. Beautiful Disaster (Live) – 4:34 (Matthew Wilder, Rebekah Jordan)

Traccia bonus nell'edizione limitata
1. Miss Independent – 3:35 (Rhett Lawrence, Christina Aguilera, Matt Morris, Kelly Clarkson)
2. Low – 3:29 (Jimmy Harry)

Tracce bonus nell'edizione speciale
1. Since U Been Gone (Jason Nevins Club Mix) – 7:40 (Lukasz Gottwald, Martin Sandberg)
2. Behind These Hazel Eyes (Joe Bermudez & Josh Harris Top 40 Radio Mix) – 3:10 (Kelly Clarkson, Lukasz Gottwald, Martin Sandberg)
3. Breakaway (NapsterLive version) – 4:21 (Matthew Gerrard, Bridget Benenate, Avril Lavigne)
4. Because of You (Rolling Stone live session) – 3:34 (Kelly Clarkson, Ben Moody, David Hodges)
5. Miss Independent (AOL live version) – 3:41 (Rhett Lawrence, Christina Aguilera, Matt Morris, Kelly Clarkson)
6. Hear Me (AOL live version) – 3:56 (Kelly Clarkson, Clif Magness, Kara DioGuardi)

DVD bonus nell'edizione speciale
1. Since U Been Gone (Music video) – 3:08
2. Behind These Hazel Eyes (Music video) – 3:18
3. Because of You (Music video) – 3:39

## Classifiche
| Classifica (2005) | Posizione raggiunta |
| ----------------- | ------------------- |
| Paesi Bassi       | 1                   |
| Irlanda           | 1                   |
| Svizzera          | 2                   |
| Danimarca         | 2                   |
| Australia         | 2                   |
| Regno Unito       | 3                   |
| Austria           | 3                   |
| Belgio (Fiandre)  | 3                   |
| Stati Uniti       | 3                   |
| Germania          | 4                   |
| Nuova Zelanda     | 5                   |
| Svezia            | 6                   |
| Finlandia         | 6                   |
| Norvegia          | 8                   |
| Francia           | 20                  |
| Polonia           | 24                  |
| Belgio (Vallonia) | 31                  |
| Spagna            | 43                  |
| Italia            | 47                  |